# Adam Żelazny
Adam Żelazny (ur. 24 kwietnia 1946) – polski trener i sędzia siatkarski.

## Kariera sportowa
Jako trener prowadził żeńskie drużyny Radomki, Legii Warszawa, a w 1974 reprezentację Polski w siatkówce kobiet. Z reprezentacją zagrał na mistrzostwach świata, zajmując dziewiąte miejsce, po mistrzostwach na stanowisku trenera zastąpił go Andrzej Niemczyk. Od 1980 posiadał uprawnienia sędziego międzynarodowego. W tej roli prowadził m.in. mecze mistrzostw Europy seniorek i seniorów w 1987, mistrzostw Europy seniorów w 1991 (w tym mecz o III miejsce) i 2001, mistrzostw Europy seniorek w 1995, Pucharu CEV siatkarek (1995) i siatkarzy (2000).